# Narcomedusae
Die Narcomedusae sind eine Ordnung quallenartiger Hydrozoen aus der Unterklasse Trachylinae. Es gibt über 60 Arten die vor allem freischwimmend in der Hochsee leben. Einige Arten leben aber auch auf dem Meeresgrund im Sandlückensystem.

## Merkmale
Der Schirm der Narcomedusen ist immer deutlich gelappt. Die Anzahl der Lappen ist immer gleich der Anzahl der Tentakel, die nicht auf dem Schirmrand, sondern ein Stück weiter oben auf der Oberseite des Schirmes sitzen. Der Gastralraum hat keine Radiärkanäle wie bei den Trachymedusae, sondern ist stark verbreitert, so dass er fast den Schirmrand erreicht, oder bildet Taschen, die den Schirmrand erreichen. Die Familien der Narcomedusen lassen sich an der Form der Gastraltaschen unterscheiden. Die Gonaden sitzen oberhalb des Gastralraums.
Narcomedusen entwickeln sich über Actinula-Larven aus Eiern. Bei vielen Arten entwickeln sich vor der Metamorphose der Actinula-Larven zur Meduse an der Oberseite der Larve selbst noch Medusen, die anschließend eine Zeit lang parasitär in einer Gastraltasche der Muttermeduse oder an anderen Hydroquallen leben.

## Systematik
Die hier angegebene Systematik folgt den Angaben des Hydrozoa Directory.
- Ordnung Narcomedusae
  - Familie Cuninidae
  - Familie Solmarisidae
  - Familie Aeginidae
  - Familie Tetraplatiidae